# SoftBank 810SH
SoftBank 810SH（ソフトバンク810SH）はシャープが開発しソフトバンクモバイルが販売するW-CDMA通信方式の携帯電話端末。
VGA液晶を搭載して2006年（平成18年）10月7日発売。

## 主な機能・サービス
- モバイルライト
- BluetoothVer2.0
- 赤外線通信（IrDA）
- QRコード読み取り・作成
- microSDメモリーカード
- テレビ出力（静止画、動画、S!アプリ、TVコール）
- バイリンガル
- 顔認証機能
- シンプルモード
- ミュージックプレイヤー
- ドキュメントビューア
- カスタムスクリーン
- フィーリングメール
- マイ絵文字
- デルモジ表示対応

## 付属品キット
- 電池パック SHBAR1
- 急速充電器 SHCAA1
- L型ビデオ出力ケーブル SHPU01
- 64MBmicroSDメモリーカード（試供品）
- SDメモリーカードアダプター（試供品）
- miniSDメモリーカードアダプター（試供品）
- ユーティリティーソフトウェア（試供品）

| 主な対応サービス   | 主な対応サービス | 主な対応サービス | 主な対応サービス |
| ------------------ | ---------------- | ---------------- | ---------------- |
| サークルトーク     | ホットステータス | Yahoo!mocoa      | S!ループ         |
| S!タウン           | ライブモニター   | S!CAST           | S!FeliCa         |
| S!ケータイ動画     | PCサイトブラウザ | 電子コミック     | S!アプリ         |
| 着うたフル／着うた | アレンジメール   | S!アドレスブック | 3Gお天気アイコン |
| レコメール         | TVコール         | 国際ローミング   | S!GPSナビ        |

## 特徴
- 同時期発売のSoftBank 811SHとは、外部デザインは異なるが、基盤等内部構造は共通で諸元性能においても同一である。
- 本機が女性向けのデザイン、姉妹機SoftBank 811SHは男性向けのデザインという位置づけとなっている。
- メインディスプレイに2.4インチVGA液晶を採用。640×480ドットの高い解像度を誇り、ＰＣサイトブラウザの搭載も相まって最小フォントでも文字が見やすく、携帯電話でのサイト閲覧の容易さを飛躍的に向上させた。ただ、VGA液晶採用機種としては初期のモデルのためか画像表示の速さには欠ける。
- VGAドキュメントビューアを搭載。PDF、Word、Excel、PowerPointファイルの閲覧･携帯が可能。
- S!CASTを契約すれば、ステーションで人気のあったお天気アイコンを改良した3Gお天気アイコンが利用できる。
- ボディ表面はテクスチャを施した、エレガントなブリリアントフェイスデザイン仕上げを施し美しさを追求した端末となっている。

## 不具合
- 2007年2月5日 - 国際ローミング利用時に意図しないパケット通信が発生する不具合
- 2015年10月9日 - 2016年1月1日以降、日時を正しく表示が出来なくなる不具合。